# Oceanside (Kalifornien)
Oceanside ist eine Stadt im San Diego County im US-Bundesstaat Kalifornien.
Das U.S. Census Bureau ermittelte bei der Volkszählung 2020 eine Einwohnerzahl von 174.068.

## Geographie

### Lage
Das Stadtgebiet hat eine Größe von 107,7 km². Oceanside liegt etwa 55 Kilometer nördlich von San Diego und 130 Kilometer südlich von Los Angeles an der Interstate 5 und der California State Route 76.
Von der südöstlich angrenzenden Nachbarstadt Carlsbad ist Oceanside vor allem durch die Süßwasserlagune Buena Vista Lagoon geographisch getrennt.

### Klima
Während von November bis April durchschnittlich 42,1 mm an Niederschlag fallen, führt hier das semiaride Klima in den Monaten Mai bis Oktober zu einer durchschnittlichen Niederschlagsmenge von rund 5 mm.
Im Jahr fallen rund 282,7 mm Niederschlag. Die durchschnittliche Temperatur im Jahr liegt bei 16,1 °C.

## Geschichte
Ursprünglich von amerikanischen Ureinwohnern besiedelt, erreichten 1769 die ersten europäischen Siedler die Gegend um Oceanside. Spanische Missionare gründeten 1798 am San Luis Rey River die Mission San Luis Rey de Francia. Am 3. Juli 1888 wurde Oceanside offiziell von Andrew Jackson Myers gegründet. Im 20. Jahrhundert wuchs die Bedeutung von Oceanside als Urlaubs- und Erholungsort. 1942 wurde der Marinestützpunkt Marine Corps Base Camp Pendleton gegründet, was in Oceanside zu einem erheblichen Bevölkerungszuwachs durch die Beschäftigten des Marinestützpunktes führte. Im April 2024 brannte das Gebäude eines ehemaligen Restaurants am meerseitigen Ende des Piers.

## Städtepartnerschaften
Oceanside führt Städtepartnerschaften mit:
- Ensenada, Mexiko
- Kisarazu, Chiba, Japan
- Fuji, Shizuoka, Japan[6]
- A'ana, Samoa

## Sehenswürdigkeiten
- Der Oceanside Pier, erbaut 1888, ist mit 592 Metern der längste, hölzerne Pier an der US-amerikanischen Westküste.
- Das historische Quartier des Rosicrucian Fellowships im Bezirk Mount Ecclesia ist bekannt für seine Architektur und für seine Gärten.
- Das California Surf Museum, welches 1986 eröffnet wurde, zeigt unter anderem Surfbretter aus verschiedenen Jahrzehnten.

## Sport
Der Oceanside Pier ist traditionell der Startpunkt des Race Across America, einem Radrennen quer durch die USA. Seit 2000 wird in Oceanside jährlich im März / April der Triathlonwettbewerb Ironman 70.3 California ausgetragen.
Seit der zweiten Hälfte der 2010er Jahre hat sich Oceanside zu einem der Hochburgen des US-amerikanischen Beachhandballs entwickelt. 2017 fanden hier die ersten US-amerikanischen Meisterschaften statt, im Jahr darauf die letzten Pan-Amerikanischen Meisterschaften.

## Söhne und Töchter der Stadt
- Andre Dubus III (* 1959), Schriftsteller
- Lori Glori (* 1962 als Lori Ham), Sängerin
- Tracy Dali (* 1966), Schauspielerin
- David Mendenhall (* 1971), Schauspieler und Synchronsprecher
- Brandon Crane (* 1976), Schauspieler
- Heath Bell (* 1977), Baseballspieler
- Chris Thile (* 1981), Musiker
- Billy Allen (* 1981), Beachvolleyballspieler
- Cappie Pondexter (* 1983), Basketballspielerin
- Elana Meyers Taylor (* 1984), Bobfahrerin
- William Christmas (* 1996), Basketballspieler
- Joshua Bassett (* 2000), Schauspieler, Musiker
- Ethan Champlin (* 2001), Volleyballspieler